# Melichrus procumbens
Melichrus procumbens är en ljungväxtart som först beskrevs av Antonio José Cavanilles, och fick sitt nu gällande namn av George Claridge Druce. Melichrus procumbens ingår i släktet Melichrus och familjen ljungväxter. Inga underarter finns listade i Catalogue of Life.